# Sala Muncunill

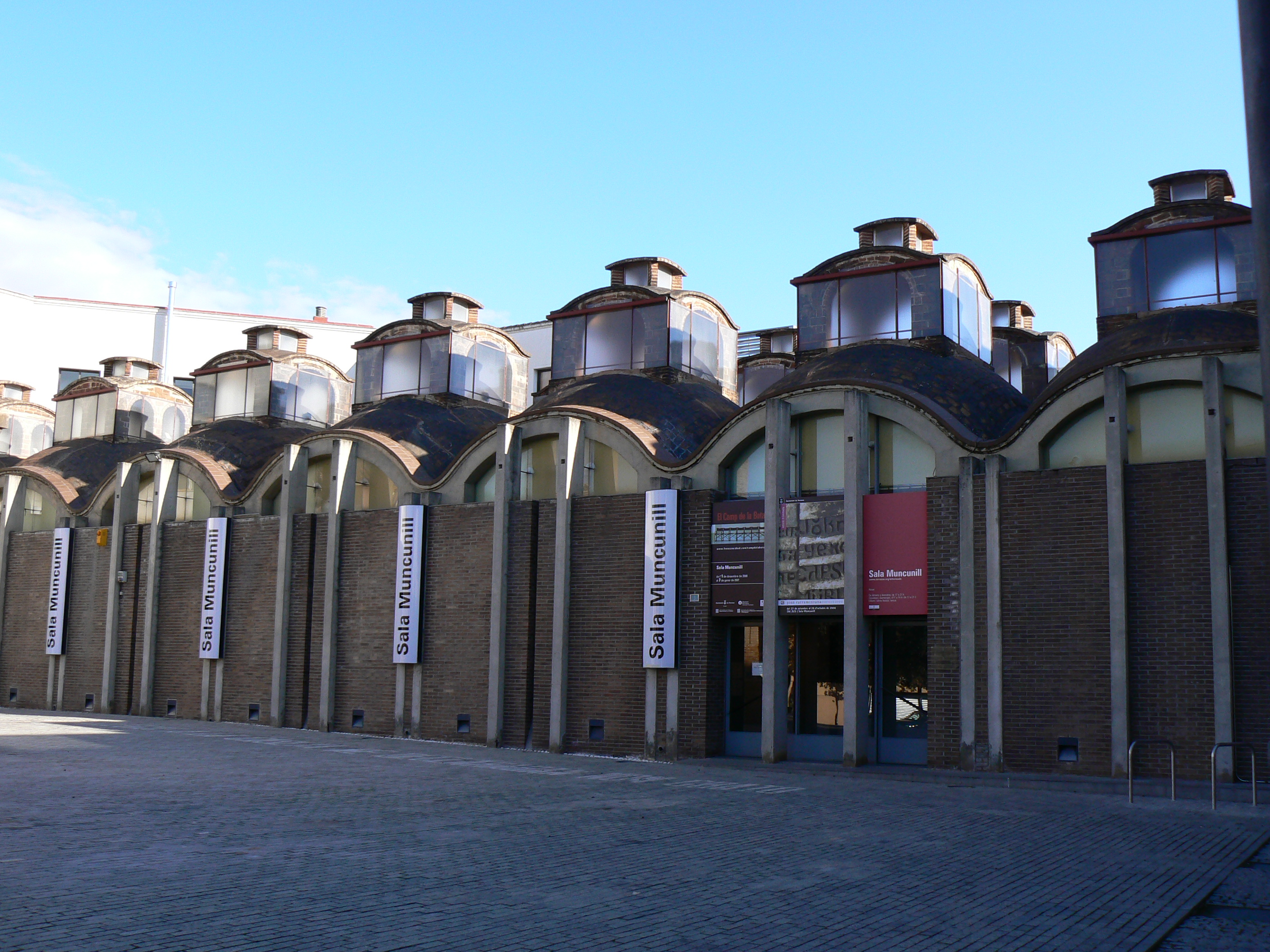
Sala Muncunill.

La Sala Muncunill es una sala de exposiciones de Tarrasa, España, situada en la plaza de Didó núm. 3, esquina calle de la Rasa. Se trata de la sala de tintes del antiguo Vapor Amat, también conocido como Ca l'Izard, una construcción de 1921 del arquitecto modernista Lluís Muncunill i Parellada, en honor del cual fue bautizado el nuevo espacio expositivo inaugurado por el Ayuntamiento en 1982.
El vapor, destinado principalmente al acabado de tintes en el sector textil, fue promovido por Josep Amat, accionista también de la fábrica Aymerich, Amat y Jover (actual sede del Museo de la Ciencia y de la Técnica de Cataluña), igualmente obra de Muncunill de 1907. Después de la guerra civil, en 1940, fue objeto de remodelación por parte de Joan Baca i Reixach, que reformó sobre todo las claraboyas de ventilación. La última reforma es de 1982, de Francesc Bacardit i Segués, que rehabilitó la nave para convertirla en sala de exposiciones municipal, aneja a las nuevas dependencias del Ayuntamiento de la plaza Didó.

## El edificio
Se trata de una construcción de planta rectangular, dividida en el interior en dos partes longitudinales, separadas entre sí por pilares de hierro colado que sostienen dieciséis bóvedas de estilo catalán. Muncunill experimentó la apertura de claraboyas encima las bóvedas, con lo que ensayaba un sistema de iluminación alternativo a la tradicional cubierta de dientes de sierra. Estas claraboyas sobrepuestas, de arco de cuatro puntos, tenían como objetivo la ventilación de la nave, y actualmente, a diferencia de antes, se encuentran cerradas por cristales. 
En el espacio que ocupaba el antiguo vapor, en 1993 se construyó la plaza dedicada al titiritero de Tarrasa, Ezequiel Vigués, conocido con el apodo de Didó. Sólo se conservaron la sala de los tintes, ahora Sala Muncunill, que cierra la plaza por arriba, y la antigua chimenea, que era anterior al vapor Amat; de hecho, fue construida en el año 1900 para la fábrica Sala Hermanos. La chimenea es de base cuadrada, de 10 metros de altura.